# تحدر
التحدر في علم الأصوات هو التدرج في تنغيم الألفاظ من درجة الارتفاع إلى الانخفاض في لغة نغمية.